# Poker en 1983
Cet article résume les événements liés au monde du poker en 1983.

## Tournois majeurs

### World Series of Poker 1983
Tom McEvoy remporte le Main Event, devenant le premier joueur à le remporter après s'être qualifié par un satellite.

### Super Bowl of Poker 1983
Hans Lund remporte le Main Event.

## Poker Hall of Fame
Joe Bernstein est intronisé.